# Liste der Mitglieder der Deutschen Akademie der Naturforscher Leopoldina/1918
Die Liste der Mitglieder der Deutschen Akademie der Naturforscher Leopoldina für 1918 enthält alle Personen, die im Jahr 1918 zum Mitglied ernannt wurden. Insgesamt gab es zwölf neu gewählte Mitglieder.

## Neu gewählte Mitglieder
| Nr.  | Name                                   | Geboren       | Aufnahme | Gestorben     | Fachsektion               | Bild                                   |
| ---- | -------------------------------------- | ------------- | -------- | ------------- | ------------------------- | -------------------------------------- |
| 3400 | Eduard Doležal                         | 2. März 1862  | 2. Jan.  | 7. Juli 1955  | Mathematik und Astronomie | Eduard Doležal                         |
| 3401 | Konrad Waldemar Lakowitz               | 22. Juni 1859 | 2. Jan.  | 20. Aug. 1945 | Botanik                   |                                        |
| 3402 | Franz Arthur Schulze                   | 27. Aug. 1872 | 3. Mai   | 4. Dez. 1942  | Physik und Meteorologie   |                                        |
| 3403 | Richard Friedrich Wilhelm Carl Heymons | 29. Mai 1867  | 8. Mai   | 1. Dez. 1943  | Zoologie und Anatomie     | Richard Friedrich Wilhelm Carl Heymons |
| 3404 | Emil Adalbert Müller                   | 22. Apr. 1861 | 11. Mai  | 1. Sep. 1927  | Mathematik und Astronomie |                                        |
| 3405 | Theodor Nikolaus Laurenz Maria Schmid  | 6. Dez. 1859  | 14. Mai  | 30. Okt. 1937 | Mathematik und Astronomie |                                        |
| 3406 | Friedrich Richard Rudolf Schlechter    | 16. Okt. 1872 | 4. Nov.  | 15. Nov. 1925 | Botanik                   | Friedrich Richard Rudolf Schlechter    |
| 3407 | Wilhelm Lorey                          | 23. Jan. 1873 | 4. Nov.  | 3. Juli 1955  | Mathematik und Astronomie |                                        |
| 3408 | Carl Gottfried Franz Albert Kostka     | 3. Dez. 1846  | 4. Nov.  | 28. Dez. 1921 | Mathematik und Astronomie |                                        |
| 3409 | Karl Julius Walther Lietzmann          | 7. Aug. 1880  | 6. Nov.  | 12. Juli 1959 | Mathematik und Astronomie |                                        |
| 3410 | Heinrich Emil Timerding                | 23. Jan. 1873 | 7. Nov.  | 30. Apr. 1945 | Mathematik und Astronomie | Heinrich Emil Timerding                |
| 3411 | Rudolf Hans Heinrich Beck              | 16. Aug. 1876 | 15. Nov. | 24. Okt. 1942 | Mathematik und Astronomie |                                        |